# Latitude on the River
Latitude on the River es un complejo de torres residenciales y de oficinas en el centro de Miami, Florida, Estados Unidos. El complejo consta de la torre norte, denominada Latitude on the River, que tiene 44 plantas y alcanza una altura de 145 metros (476 pies) y da al río; y otra torre, denominada Latitude One, de 23 plantas y 93 metros de altura. Ambos edificios fueron terminados en 2007.
El complejo está situado en la orilla sur del río Miami, en el centro de la ciudad.